# René Devisch
René (of Renaat) Devisch (Leisele, 20 januari 1944 - Leuven, 3 februari 2020) was een Belgische antropoloog. Hij was bekend om zijn publicaties over de Yaka in Zuid-West-Congo.

Als antropoloog wou Devisch, naar de woorden van Claude Lévi-Strauss, ‘vooral hun leerling en hun getuige zijn’. Deze opstelling heeft hij doorgegeven aan zijn master- en doctoraat-studenten zowel aan KU Leuven als aan de Universiteit van Kinshasa. Voor zijn kennis en engagement in Congo verleende de Universiteit van Kinshasa hem een eredoctoraat in 2007. Opmerkelijk is hoe hij zijn persoonlijke (Vlaamse) afkomst benadert met een Yaka-blik.

## Levensloop
René Devisch werd geboren als jongste zoon in een landbouwersgezin, langs de Frans-Belgische grens, op 12 km van de IJzervlakte. Als jongeman besliste hij om jezuïet te worden. Hij studeerde filosofie aan het Institut Canisius de Kimwenza, en sociologie-antropologie aan de Universiteit van Kinshasa. Hij verliet de jezuïeten in 1971. Van januari 1972 tot oktober 1974 verbleef hij bij de Yaka, in Bandundu (ZW van Kinshasa, nabij Angola). Hij ‘werd Yaka met de Yaka’. Na 1986 keerde hij jaarlijks voor 3 weken terug naar de Yaka in Kinshasa.
Zijn antropologische meesters waren Lévi-Strauss, Merleau-Ponty, Bourdieu en Lacan. Van 1980 tot 2009 was Devisch professor antropologie aan de KULeuven. Hij richtte er CADES op, een master programma over ontwikkelingsprogramma’s en sociale verandering in een antropologisch perspectief.
Aan de Universiteit Antwerpen was hij, van 1980 tot 1986, betrokken bij workshops in familiegeneeskunde.
Devisch is ook psychoanalyticus. Hij was lid van de Belgische School voor Psychoanalyse. In zijn latere werk zocht Devisch met de hulp van de late Lacan toegang tot ‘het onzeglijke’.
Wanneer Devisch op emeritaat ging in 2009, richtte hij die Die Keure op, een informele groep van antropologen en kunstenaars. Leden zijn o.a. jeugdschrijfster Marita De Sterck, auteur Birsen Taspinar, Nadia Fadil (professor KULeuven), Patrick Meurs (directeur S. Freud Institut Frankfurt), regisseur Peter Brosens, Graindelavoix (Björn Schmelzer, musical artist), Koen Stroeken (antropologie UGent), auteur Koen Peeters, Barbara Drieskens (tai-chi), museumarchitect Lode van Pee e.a.
In 2017 verscheen de roman 'De mensengenezer' van Koen Peeters, geïnspireerd door de figuur van Devisch. Daaruit blijken Devisch’ bronnen zoals de kluizenaar-etnoloog Charles de Foucauld en de verhalen, trauma’s van de wereldoorlogen in de Westhoek. In 2021 verscheen de roman 'De minzamen', bij wijze van vervolg, waarin het hele leven en einde van Devisch wordt overschouwd.  

## Werk

### De Yaka van Kwango en Kinshasa
Kwango ligt in het zuidwesten van DR Congo, aan de grens met Angola. Devisch verbleef in het Taanda-gebied, Noord- Kwango, van januari 1972 tot oktober 1974, en in april en september 1991. In het spoor van antropologen als De Beir, Plancquaert en Roosens ging hij als eerste dieper in op de culturele eigenheid van de Yaka-gemeenschap, in het rurale Kwango en in hun gemeenschappen in Kinshasa. Zijn focus was daarbij de beleving en perceptie van het lichaam, genezingsrituelen, sjamanisme, omgang met de voorouders, krachtvoorwerpen (‘fetisjen’) en genezers die samenwerken met de openbare gezondheidszorg.

### Postkoloniaal Congo en Zaïre onder Mobutu
Devisch belandde in een Congo dat tot voor kort gekoloniseerd was door Belgische functionarissen, kolonisten en missionarissen. Onder Mobutu en de MPR verandert dat drastisch. In de jaren 1970 herwon de Congolese bevolking haar identiteit en fierheid met de Retour à l’Authenticité. De jonge natie, Zaïre genoemd, betrad een nieuw tijdperk door de nationalisatie van de buitenlandse bedrijven. In de jaren 90 was Devisch getuige van de grootschalige rellen. Al deze periodes werden geanalyseerd in zijn antropologische essays. Zijn analyse benadrukte hoe Congolese tradities, geïnspireerd door het Lumumbistische en de Négritude, integreren en doorgaan met hun culturele ontwikkeling en vernieuwing. Devisch’ enthousiasme voor hun nieuwe zelfbewustzijn ontwikkelde zich tot een antropologie van een ‘veelvoudig andere’.

### De antropologische ontmoeting en de afkomst
De keuzes die Devisch onbewust maakte in zijn contacten, onderzoek en centrale thema’s, brengen een radicale ondervraging van zichzelf mee. Geïnspireerd door Charles de Foucauld en Merleau-Ponty benadrukte Devisch de respectvolle, dynamische omgang met de andere in zijn anders-zijn (alteriteit). De antropoloog nam op reflexieve wijze de taal en het perspectief van de gesprekspartner over, om zo de gebeurtenissen en voorstellingen te begrijpen in termen van de gastcultuur. Zo trad hij in resonantie met de gastgroep.
In die beleving is ook de antropoloog zelf aanwezig met zijn verlangens, schuldgevoelens, zelfs familiegeheimen en trauma’s. Op de schoorsteenmantel thuis bij Devisch was zowel plaats voor het kruis en heiligenbeelden, als voor de rekeningen en lonen voor de knecht. Deze landbouwwereld, de moedertaal en het klassenverschil met de Franssprekende bourgeoisie tekenden zijn jeugd. In die zin is de antropologie van Devisch indirect ook een persoonlijk verhaal.
Typerend voor Devisch was het zorgvuldig vermijden van etnocentrische, bevooroordeelde, racistische terminologie. Vandaar ook zijn nadruk op evenwichtige wederkerigheid in het teruggeven van kennis en een rechtmatig identiteitsgevoel aan de Yaka-gastgemeenschap.

### Antropologie van het lichaam
Vooral de overgangs- en genezingsrituelen geven toegang tot het hart van de Yakacultuur. Rituelen zorgen voor een metaforische verandering tussen drie betekenisvelden: het veld van het fysieke lichaam (luutu), de sociale lichamelijkheid (muutu, o.a. familie), en het brede veld van de leefwereld (n-totu).
In zijn latere werk onderzocht Devisch de nauwe banden tussen psychoanalyse en antropologie. Vragen als: hoe gaan andere culturen om met rusteloosheid, wanhoop, verdriet, angst, toxisch verlangen? Hoe kan de antropologie toegang krijgen tot het onzeglijke, inclusief de levenskunst van de gastgroep?

## Selecte bibliografie
•	1979 - Mort, deuil et compensations mortuaires chez les Komo et les Yaka du Nord du Zaire (met W. de Mahieu)
•	1984 - Se recréer femme: manipulation sémantique d'une situation d'infécondité chez les Yaka du Zaire
•	1990 - J. Van de Loo, Guji Oromo culture in Southern Ethiopia, co-writing door R. Devisch
•	1991 - The oracle of maama Tseembu: divination and healing amongst the Yaka of southwest Zaire/Congo. Colour film. M met D. Dumon, BRT- AfricaMuseum Tervuren
•	1993 - Weaving the threads of life: the khita gyn-eco-logical healing cult among the Yaka
•	1996 - Forces et signes: regards croisés d'un anthropologue et d'un psychanalyste sur les Yaka (met Claude Brodeur)
•	1999 - The law of the lifegivers: the domestication of desire (met Claude Brodeur)
•	2011 - The postcolonial turn : re-imagining anthropology and Africa (met Francis B. Nyamnjoh)
•	2017 - Body and affect in the intercultural encounter
•	2018 - Corps et affects dans la rencontre interculturelle
•	2017 - over René Devisch: Koen Peeters 'De mensengenezer' (roman)
•	2021 - over René Devisch: Koen Peeters 'De minzamen' (roman)